# Buick
Buick (ˈbjuːɨk, «Бьюик», в старых источниках — «Бюик») — американский производитель автомобилей, отделение корпорации General Motors.
Помимо собственно североамериканского рынка, марка Buick представлена на рынке КНР (при этом большинство продаваемых там моделей не связано с «Бьюиками» американского рынка). Там эта марка пользуется постоянно увеличивающимся спросом. На корейском рынке в 2008 году было реализовано 331 780 автомобилей марки (рост на 10,6 %).

## История
- 1902 — Дэвид Данбар Бьюик основал в американском городе Флинт, штат Мичиган, автомобилестроительную компанию Buick Motor Car Company
- 1903 — выпуск первого автомобиля, сконструированного основателем
- 1904 — управляющим компании становится Уильям К. Дюрант, выпущена новая модель В с двухцилиндровым двигателем
- 1908 — присоединяется к General Motors. Было продано около 8 тысяч автомобилей этой марки
- 1914 — появился первый 6-цилиндровый Buick
- 1925 — начато использование 6-цилиндровых двигателей на всех автомобилях
- 1931 — на всех машинах используются 8-цилиндровые рядные двигатели. Появляются новые семейства автомобилей Special, Century, Roadmaster и Limited
- 1934 — независимая пружинная подвеска передних колёс
- 1936 — дисковые колёса вместо спицованных и V-образные лобовые стёкла вместо плоских
- 1938 — пружинная подвеска задней оси вместо рессорной
- 1939 — выпущен самый длинный и престижный Buick — восьмиместный лимузин серии Limited, модель 39-90L
- 1940 — была введена дополнительная пятая серия (50, она же Супер)
- 1948 — выпуск новой модели Roadmaster. Впервые на «Бьюиках» появляется АКПП (опционально, только Roadmaster)
- 1949 — гнутое ветровое стекло вместо V-образного
- 1953 — создана модель Skylark. Создана новая V-образная «восьмёрка» мощностью 164 л.с. для серии Супер и 188 л.с. — для серии Roadmaster. Напряжение бортовой электросети 12 В вместо прежних 6 В
- 1979 — начат выпуск компактных автомобилей семейства Skylark. После чего с интервалом в год выходят модели Century и Skyhawk.
- 1984 — выпуск модели Riviera Coupe. Первый показ модели Park Avenue
- 1987 — состоялся показ модели Regal в Лос-Анджелесе
- 1992 — выпуск нового поколения модели Le Sabre
- 1997 — начался выпуск нового поколения модели Century
- 1998 — состоялась презентация модели Signia
- 1998 — отделение Buick концерна General Motors производит относительно недорогие однотипные, полноразмерные переднеприводные автомобили среднего класса для американского рынка

## Исторические модели
- Special (1936—1958, 1961—1969)
- Roadmaster (1936—1958, 1991—1996)

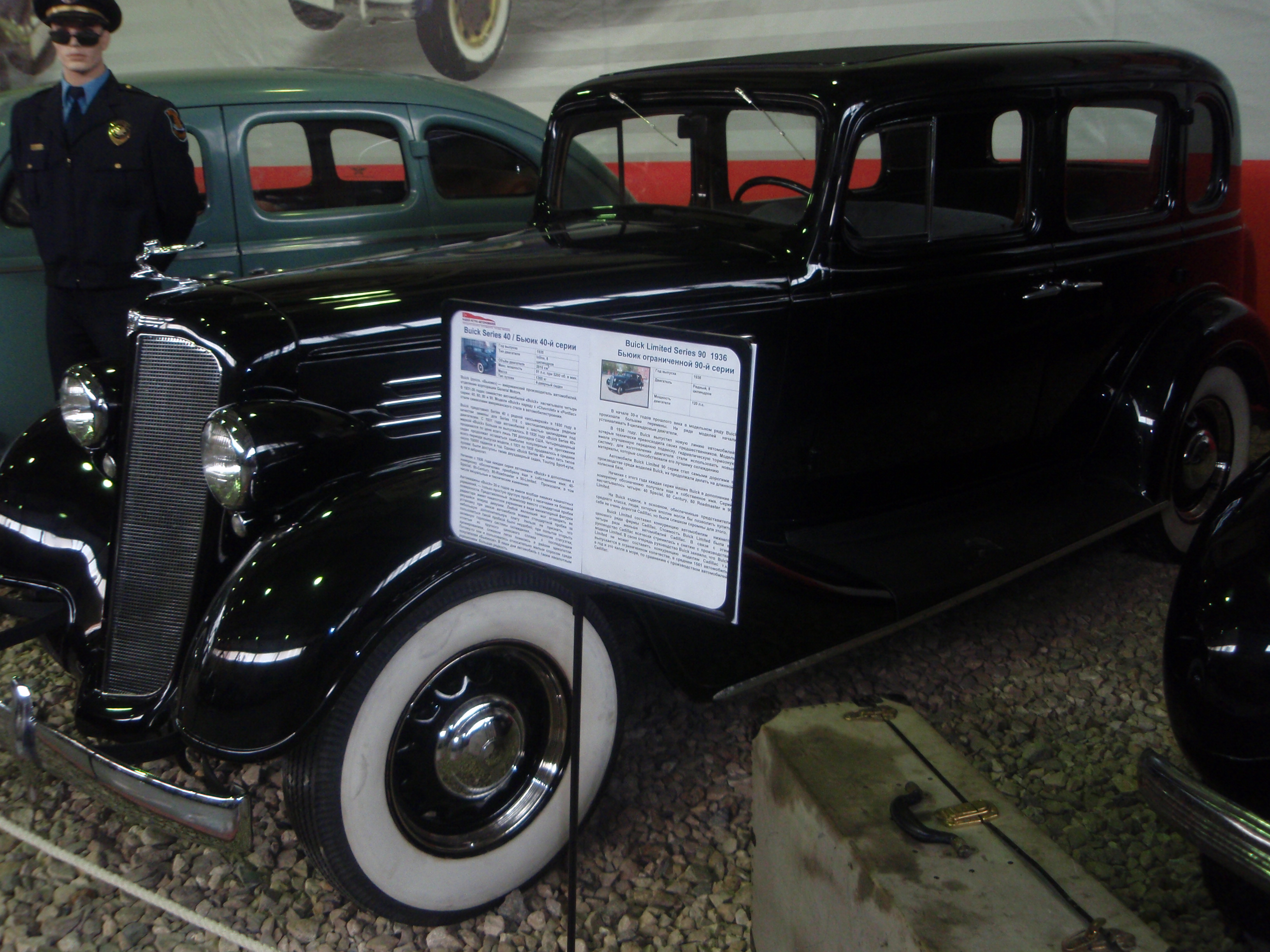
Buick Series 40 (1935 года) в московском музее ретроавтомобилей

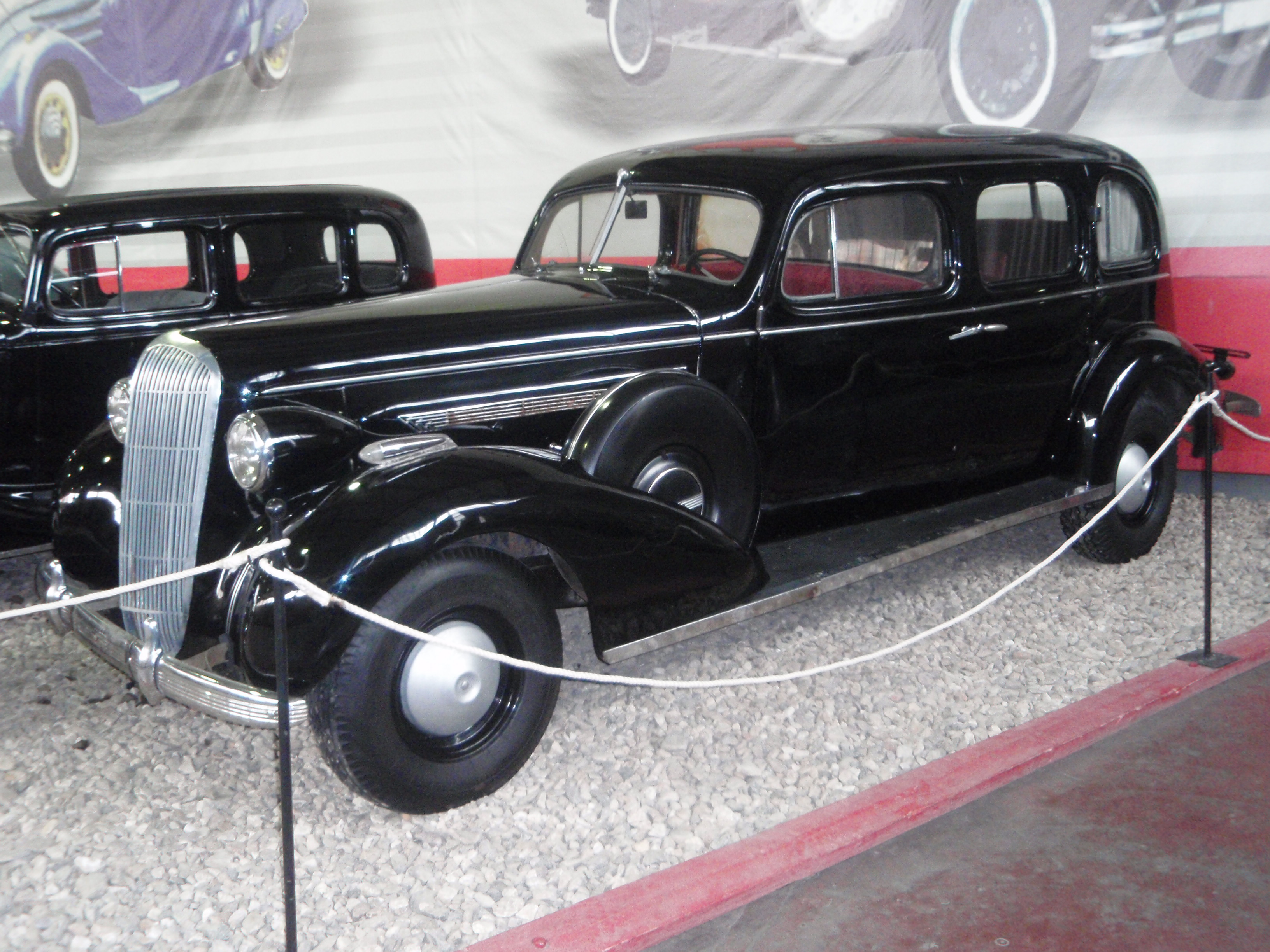
Buick Limited Series 90 (1936 года) в московском музее ретроавтомобилей

- Century (1936—1942, 1954—1958, 1973—2005)
- Super (1940—1958)
- Skylark (1953—1954, 1961—1972, 1975—1998)
- Invicta (1959—1964)
- Electra (1959—1990)
- LeSabre (1959—2005)
- Wildcat (1963—1970)
- Riviera (1963—1999)
- Centurion (1971—1973)
- Apollo (1973—1975)
- Skyhawk (1975—1980, 1982—1989)
- Grand National (1982—1987)
- GNX (1987)
- Somerset (1985—1987)
- Reatta (1988—1991)
- Park Avenue (1991—2005)
- Rendezvous (2001—2007)
- Rainier (2004—2007)
- Terraza (2004—2007)
- Lucerne (2006 — 2011)

## Современные модели (США, Канада, Мексика)
- Enclave (с 2007)
- Encore (с 2013)
- Envision (с 2016)

## Новые модели (Китай)
- Regal (с 1999)
- GL8 (с 2000)
- Excelle (с 2003)
- LaCrosse (с 2007)
- Encore (с 2012)
- Envision (с 2014)
- Enclave (с 2014)
- Verano (с 2015)
- GL6 (с 2017)
- Velite 6 (с 2019)
- Velite 7 (с 2019)

## Прототипы
- Buick Y-Job (1938)
- Le Sabre (1951)
- Buick XP-300 (1951)
- Buick Wildcat I (1953)
- Buick Wildcat II (1954)
- Buick Wildcat III (1955)
- Buick Centurion Concept (1956)
- Buick Riviera Silver Arrow I (1963)
- Buick Questor (1983)
- 1985 Buick Wildcat (1985)
- 1988 Buick Lucerne (1988)
- Buick Bolero (1990)
- Buick Sceptre (1992)
- Buick XP2000 (1996)
- Buick Signia (1998)
- Buick Cielo (1999)
- 2000 Buick LaCrosse (2000)
- Buick Blackhawk (2000)
- Buick Bengal (2001)
- Buick Centieme (2003)
- Buick Velite (2004)

## Интересные факты
- В 1930-х годах в СССР было принято решение о выпуске отечественных легковых автомобилей высшего класса. 24 апреля 1933 года на заводе «Красный путиловец» в Ленинграде был собран первый автомобиль марки «Ленинград» («Ленинград-1» или «Л-1»). За образец был взят автомобиль Buick-30-90[1].
- Заводы Buick в Шэньяне - это совместные предприятия General Motors и китайской корпорации SAIC Motor Corporation Limited. Buick имеет два завода в Шэньяне, Китай. Первый завод начал работу в 1999 году и производил модели Buick Regal, Century и GL8, а второй завод был открыт в 2013 году. Общая производительность заводов Buick в Шэньяне составляет более 1 миллиона автомобилей в год.[2]